# Баяновка
Бая́новка (рос. Баяновка) — селище у складі Сєвероуральського міського округу Свердловської області.
Населення — 437 осіб (2010, 800 у 2002).
Національний склад населення станом на 2002 рік: росіяни — 84 %.